# Сфінктер Одді
Сфінктер Одді (також гепатопанкреатичний сфінктер або сфінктер Гліссона, скорочено СО(SO)) — це м'язовий клапан, який у деяких тварин, включаючи людей, контролює потік травних соків (жовчі та панкреатичного соку) з підшлункової залози через ампулу Фатера в другу частину дванадцятипалої кишки. Він названий на честь Руджеро Одді.

## Історія
Сфінктер був вперше описаний Руджеро Одді, коли він був молодим студентом у 1887 році Цей опис став результатом досліджень фізіології собак і детальних гістологічних досліджень людей і багатьох інших видів.

## Структура
Сфінктер Одді — це круговий м'яз (сфінктер), який оточує великий дуоденальний сосочок.

## Функція
Сфінктер регулює виділення панкреатичного соку і жовчі в дванадцятипалу кишку. Він також запобігає рефлюксу дуоденального вмісту в ампулу Фатера. Запобігаючи рефлюксу вмісту дванадцятипалої кишки, сфінктер Одді запобігає накопиченню твердих частинок і осаду в жовчних протоках, знижуючи ризик холангіту. Сфінктер Одді також забезпечує ретроградне наповнення жовчного міхура.
Сфінктер Одді розслаблюється гормоном холецистокініном через вазоактивний інтестинальний пептид.

## Клінічне значення
Опіати можуть викликати спазми сфінктера Одді, що призводить до підвищення рівня амілази у сироватці крові.

## Інші тварини
У багатьох ссавців (включаючи мишей, морських свинок, собак і опосумів) гладка мускулатура навколо ампули Фатера не утворює сфінктера.